# Nayutan星人
Nayutan星人（日语： Nayutan Seijin）是日本的作词家、作曲家、VOCALOID创作者。 

## 经历
- 2015年7月1日，在NICONICO动画上首次投稿《仙女座仙女座（Andromeda Andromeda）》[1]。
- 2016年7月，发行第一张专辑《从Nayutan星来的物体X》 ，2017年1月27日发行了第二张专辑《从Nayutan星来的物体Y》。
- 2017年，YouTube账号因未知原因被封禁。
- 2018年8月29日，发行第三张专辑《从Nayutan星来的物体Z》。
- 2020年初，重新创建了YouTube账号，并陆续重新投稿以前的作品，转而停止niconico投稿，专营youtube。
- 2020年4月29日，发行第四张专辑《从Nayutan星来的物体N》。
- 2021年9月，投稿曲目《秘密的UFO》，由可不演唱。此为cevio初投稿曲目，其后发布可不调教教程。
- 2021年10月，参与12人合作专辑《奇美拉》并与chinozo合作曲目《牛顿之舞》负责全曲旋律填词制作。
- 2022年4月23日，时隔4年重新于niconico投稿四年间曲目，并与niconico以及youtube双平台重新发布早期作品。

## 人物
- 设定上是出生于距地球1那由他（1060）光年的“Nayutan星”的外星人[1]。因此，Nayutan星人的作品中常出现有关宇宙的歌词。他还将自己的创作定义为“侵略地球”[1] 。
- 作品大多带有科幻主题，具备朗朗上口的旋律和歌词，洗腦性極強。时长约为3分钟[2]。
- 动画一般十分简单，特点是背景上的单色大字歌词和插画跟着节奏镜面翻转。
- 目前只使用初音未来进行创作。
- 动画中角色的昵称是“仙女座子”和“仙女座男”。

## 個人特色

### 旋律风格
风格以电子摇滚为主。旋律轻快且音域颇高，节奏快且极其洗脑的曲风是其一大特色。歌曲长度为3分钟左右。
高潮部分通常为爆发性的副歌，带有强烈洗脑风格。

### 填词风格
ナユタン星人系列曲目，均由自己填词，全部围绕「外星人」以及「恋爱」主题。
- 歌曲讲述外星人情侣的感情，分为男性角度以及女性角度描写

- 曲中大量加入宇宙词汇和天文用字，例如使用率极高的「一等星」
- 同时夹带过往曲目内容，或者对其他作品的致敬，例如「反转宇宙」
- 曲名全部带有宇宙色彩，并高度使用「dance」，例如「水星华尔兹」
- 高潮部分通常将歌名重复唱出，造出琅琅上口的效果

### PV人物
- PV角色的昵称是“仙女座子”和“仙女座男”。
- ナユタン星人出道以來，角色從未更換，深受觀眾喜愛。

### PV特色
ナユタン星人特殊风格，以极其踩点的表现方式，进一步提升了乐曲的洗脑程度，吸引部分观众制作还原度极高之模仿PV、音乐作品。
（以下單指由ナユタン星人繪製之PV，不包括聘請畫師繪制之極小部分曲目。）
- 绘画特色为 无上色，简陋敷衍的画风，并不连贯的线条
- PV会出现粗糙去背「抠图」留下的白边。
- 隨著音樂節奏，角色會進行鏡面反轉，亦會進行幀數不超過3之簡單動作。
- pv中的字幕置於背景，字體為 Corporate Logo Bold 。字型大小排版會根據歌曲调整。